# Frauke von der Haar

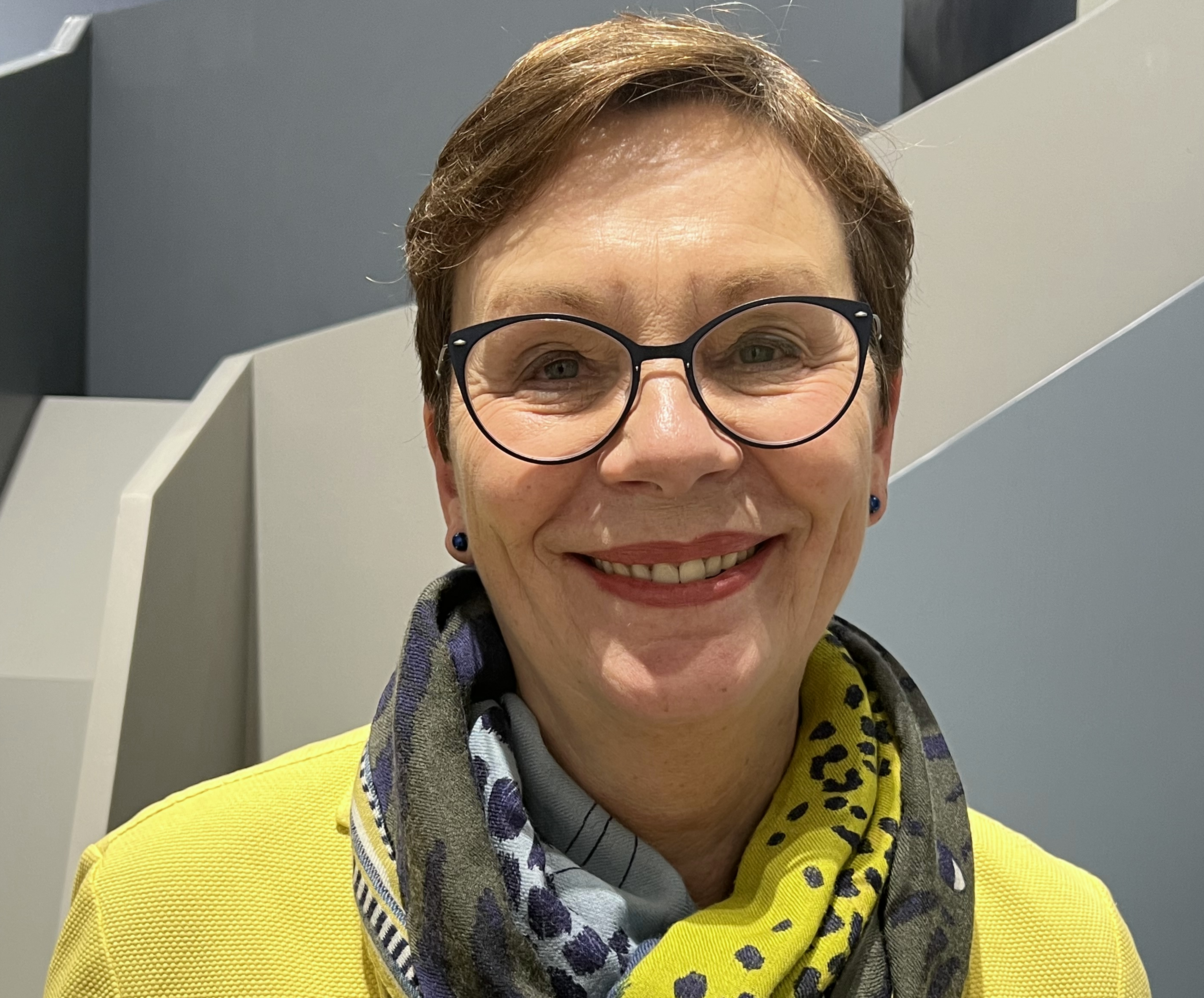
Frauke von der Haar, 2024

Frauke von der Haar (* 1960) ist eine deutsche Volkskundlerin und Kunsthistorikerin. Von 2020 bis Juni 2025 war sie Direktorin des Münchner Stadtmuseums.

## Beruflicher Werdegang

### Ausbildung
Frauke von der Haar studierte Volkskunde, Kunstgeschichte und Germanistik an den Universitäten Münster und Marburg. Sie wurde 1994 an der Marburger Universität mit ihrer Dissertation zu einem Thema über Frauenvereine in Geschichte und Gegenwart promoviert und absolvierte anschließend ein zweijähriges Volontariat in der Abteilung Museumsberatung des Rheinischen Archiv- und Museumsamtes in Pulheim-Brauweiler. Im Rahmen ihres Volontariats erstellte sie ein Raumnutzungskonzept für den Lokschuppen in Erkrath-Hochdahl.

### Lokschuppen, Klingen- und Technikmuseum
Von August 1997 bis Anfang 1999 war von der Haar freiberuflich im Lokschuppen in Erkrath-Hochdahl für den Eisenbahn- und Heimatverein Erkrath-Hochdahl e.V. tätig. Dort erstellte sie ein Raumnutzungskonzept für eine Dauerausstellung zur Geschichte der ersten Westdeutschen Eisenbahnstrecke.  Eröffnet wurde der Lokschuppen am 24. Mai 1999. Im selben Jahr wurde Frauke von der Haar ans Deutsche Klingenmuseum in Solingen-Gräfrath berufen, wo sie bis 2003 als stellvertretende Leiterin fungierte. 2003 übernahm sie die Leitung des Grafschafter Museums im Moerser Schloss. Von 2004 bis 2008 arbeitete sie als Konservatorin am Deutschen Museum in München, wo sie die Abteilung Schienenverkehr leitete. Unter anderem war sie dort an der Konzeption und dem Aufbau der 2006 eröffneten Dauerausstellung Technik und Mobilität im Verkehrszentrum beteiligt, das seit 2003 als Dependance des Deutschen Museums besteht.

### Bremer Landesmuseum
2008 wechselte von der Haar nach Bremen, wo sie als Nachfolgerin von Jörn Christiansen die Leitung des Focke-Museums übernahm, das sich als Bremer Landesmuseum für Kunst und Kulturgeschichte vor allem mit der Stadtgeschichte und allgemeinen Kulturgeschichte der Stadtgemeinde Bremen befasst. In dieser Funktion war sie ab 2009 stellvertretende Vorsitzende des Museumsverbandes Niedersachsen/Bremen und engagierte sich dort ehrenamtlich in verschiedenen Beiräten, Gremien und Vereinen. Ab dem Wintersemester 2013/2014 hatte sie einen Lehrauftrag für Praktische Museologie an der Universität Oldenburg.

### Stadtmuseum München
Anfang 2020 berief der Münchner Stadtrat Frauke von der Haar als Direktorin an das Münchner Stadtmuseum, wobei als größte Aufgabe die Generalsanierung des Hauses galt. Vergleichbar hatte sie 2015 einen Masterplan für die Neuausrichtung des Bremer Focke-Museums erstellt und den Umzug der Lokomotiv-Abteilung vom Deutschen Museum München ins neue Verkehrszentrum organisiert.

Als sich nach der Kommunalwahl 2020 abzeichnete, dass die neue grün-rote Stadtratskoalition die Sanierung des Münchner Stadtmuseums bis mindestens 2026 verschieben wollte, äußerte von der Haar daran Kritik und erklärte, dies komme einem Aus für das Projekt gleich. Im November 2021 kam der Münchner Stadtrat überein, die Sanierung nun doch vorzuziehen und 2025 damit zu beginnen, worauf Frauke von der Haar sich positiv über diese Wende äußerte: „Das Bekenntnis des Münchner Stadtrats zum Stadtmuseum und zur Kultur ist – gerade in diesen schwierigen Zeiten – ein starkes Zeichen“.  Insgesamt waren 2019 für die Generalsanierung und den Umbau des Museums 203 Millionen Euro bewilligt worden. 70 Prozent davon sind für den Erhalt des etwa 30 000 Quadratmeter großen denkmalgeschützten Gebäudekomplexes vorgesehen. Im Juni 2025 trat Frauke von der Haar in Ruhestand. Ihr Nachfolger wurde Markus Speidel.

## Kuratierte Ausstellungen (Auswahl)
Von der Haar kuratierte (gestaltete) unter anderem folgende Ausstellungen:
- Zink. Gewinnung, Verarbeitung und Verwendung, Museum Zinkhütter Hof in Stolberg (1996)
- Die erste Westdeutsche Eisenbahn, Lokschuppen in Erkrath (1998)
- Vom Arkansasmesser zur Zirkelsäge. Solinger Musterbücher, Deutsches Klingenmuseum in Solingen (2000)
- Cut. Berühmte Messer im Film, Deutsches Klingenmuseum in Solingen (2001)
- Schmatz nicht. Von Katzentischen und Kindertafeln im Wandel der Zeit, Deutsches Klingenmuseum in Solingen (2001)
- Schöne Schärfe. Peter Johnsson rekonstruiert ein mittelalterliches Schwert, Deutsches Klingenmuseum in Solingen (2002)
- Spoons. Internationale Künstler entwerfen einen Alltagsgegenstand, Deutsches klingenmuseum in Solingen (2003)
- Jederzeit Kaffeezeit, Grafschafter Museum im Moerser Schloss (2003/04)
- Die Geschichte der Eisenbahnreise, Deutsches Museum in München (2006)
- Die Geschichte des ÖPNV, Deutsches Museum in München (2006)
- Mit 15 Tonnen um die Welt. Der Mensch zwischen Energiebedarf und CO2-Ausstoß, Deutsches Museum in München (2007)
- Graben für Germanien. Archäologie unterm Hakenkreuz im Focke-Museum in Bremen (2013) (künstlerische Leitung; Kuratorin der Ausstellung: Karin Walter; Wissenschaftliche Leitung: Uta Halle, Dirk Mahsarski)

## Publikationen (Auswahl)
Autorin
- Die besten Schwestern. Eine vergleichende Untersuchung von ausgewählten Frauenvereinen der Gegenwart in Hessen. Schreiber-Neumann, Düsseldorf 1997, ISBN 3-9802094-4-X (Dissertation).
- Schöne Schärfe. Peter Johnsson rekonstruiert ein mittelalterliches Schwert, 21. April–25. August 2002. Hrsg.: Lutz Hoffmeister, Deutsches Klingenmuseum, Solingen 2002, ISBN 3-930315-23-8.

Co-Autorin
- Zusammen mit Barbara Grotkamp-Schepers: Vom Arkansasmesser zur Zirkelsäge. Solinger Musterbücher. Deutsches Klingenmuseum, Solingen 2000, ISBN 3-930315-19-X.

Herausgeberin
- Schmatz nicht. Von Katzentischen und Kindertafeln im Wandel der Zeit. Deutsches Klingenmuseum Solingen, Solingen 2001, ISBN 3-930315-22-X.
- Lutz Könecke: Gefässe für ein besseres Leben,  deutsch und englisch. Focke-Museum, Bremer Landesmuseum für Kunst und Kulturgeschichte, Nr. 116.